# ブループリント (ロリー・ギャラガーのアルバム)
『ブループリント』（Blueprint）は、アイルランド出身のミュージシャン、ロリー・ギャラガーが1973年に発表した3作目のスタジオ・アルバム。ライブ・アルバムも含めれば、通算4作目のソロ・アルバムに当たる。

## 背景
ギャラガーのバンドの初代ドラマーであったウィルガー・キャンベルは、飛行機恐怖症のためバンドを脱退し、1972年6月より元キリング・フロアのロッド・ディアスが正式ドラマーとなった。また、本作より加入したキーボーディストのルー・マーティンも、ディアスと共にキリング・フロアで活動していた。
本作のジャケットには、当時ギャラガーが使用していたアンプ「パワー・ベイビー」の回路基板の配線図が使用されている。

## 反響・評価
全英アルバムチャートでは7週トップ100入りし、最高12位を記録して、『ライヴ・イン・ヨーロッパ』（1972年）に次ぐ高順位となった。アメリカでは1973年5月19日付のBillboard 200で147位に達し、自身2作目の全米トップ200アルバムとなった。
Hal Horowitzはオールミュージックにおいて5点満点中4点を付け「このアルバムは、ギャラガーの幅広い音楽的影響の全体像を示している」と評している。

## 収録曲
特記なき楽曲はロリー・ギャラガー作。7.はインストゥルメンタル。
1. ウォーク・オン・ホット・コールズ - "Walk on Hot Coals" - 7:02
2. 沼地の娘 - "Daughter of the Everglades" - 6:13
3. バンカーズ・ブルース - "Banker's Blues" (Big Bill Broonzy) - 4:46
4. ハンズ・オフ - "Hands Off" - 4:31
5. レイス・ザ・ブリーズ - "Race the Breeze" - 6:54
6. セヴンス・サン - "Seventh Son of a Seventh Son" - 8:25
7. アンミリタリー・トゥー・ステップ - "Unmilitary Two-Step" - 2:49
8. イフ・アイ・ハド・ア・リーズン - "If I Had a Reason" - 4:30

### 2000年リマスターCDボーナス・トラック
1. ストンピン・グラウンド（オルタネイト・ヴァージョン10） - "Stompin' Ground (Alt version 10)" - 3:31
2. トリート・ハー・ライト - "Treat Her Right" (Roy Head, Gene Kurtz) - 4:00

## 参加ミュージシャン
- ロリー・ギャラガー - ボーカル、ギター、マンドリン、ハーモニカ、サクソフォーン
- ジェリー・マカヴォイ - ベース
- ルー・マーティン - キーボード、ギター
- ロッド・ディアス - ドラムス